# 스자좡 궤도교통
스자좡 지하철(중국어 간체자: 石家庄地铁, 정체자: 石家莊地鐵)은 중화인민공화국 허베이성 스자좡시의 도시 철도이다.

## 노선
- 스자좡 지하철 1호선
- 스자좡 지하철 3호선

## 같이 보기
- 지하철 목록